# Ivan Petrović
Ivan Petrović (in serbo Иван Петровић?; Kragujevac, 3 luglio 1993) è un ex calciatore serbo, di ruolo centrocampista.

## Caratteristiche tecniche
Gioca come centrocampista difensivo.

## Carriera

### Club
Ha debuttato con la squadra della sua città, il Radnički Kragujevac, club con il quale ha giocato per 3 anni collezionando 55 presenze condite da un gol a stagione. Il 10 maggio 2014 ha segnato uno spettacolare gol da metà campo nella gara terminata 3-3 contro il Javor Ivanjica.
Il 4 agosto 2014 ha firmato un contratto di 4 anni con il Partizan.

### Nazionale
Ha fatto parte della nazionale Under-19 serba agli Europei Under-19 2012.

## Palmarès

### Club

#### Competizioni nazionali
- Campionato serbo: 1

Partizan: 2014-2015